# Killing Cupid
Killing Cupid es una película estadounidense de acción, comedia y crimen de 2005, dirigida por Michael Worth, que a su vez la escribió, musicalizada por Michael S. Lippard, Soon Hee Newbold y Mike Stone, en la fotografía estuvo Brian Lataille y los protagonistas son Jenya Lano, Christa Sauls y Lorenzo Lamas, entre otros. El filme fue realizado por Grizzly Peak Films y Phoenix Ventures; se estrenó el 10 de octubre de 2005.

## Sinopsis
Valentine, siempre fue una homicida, quiere dejar esa vida, entonces entra a un nuevo ambiente, aunque parece ser más raro que el anterior.